# Siderografia
La siderografia è una tecnica di stampa che usa come matrici per l'incisione lamine di ferro o acciaio lavorate a mano con bulino o acquaforte.
L'inventore di questa tecnica è lo statunitense Jacob Perkins. Il brevetto fu esportato in Gran Bretagna da Joseph C. Dyer nel 1809 e registrato a nome della società commerciale formata da Perkins e Gideon Farman nel 1810. Viene documentata in Italia come tecnica nel 1832 dal Giornale di Letteratura, Scienza ed Arti.
Pare che la siderografia abbia avuto un forte sviluppo grazie alle gallerie europee che con questa tecnica poterono diffondere capillarmente il loro messaggio artistico; la siderografia nasce a seguito dell'invenzione di un procedimento di ammorbidimento dell'acciaio così da poter procedere agevolmente all'incisione. Successivamente la matrice viene temperata. Si contraddistingue dalle altre tecniche per la matrice che non è più di legno, rame o zinco, ma di ferro o acciaio.

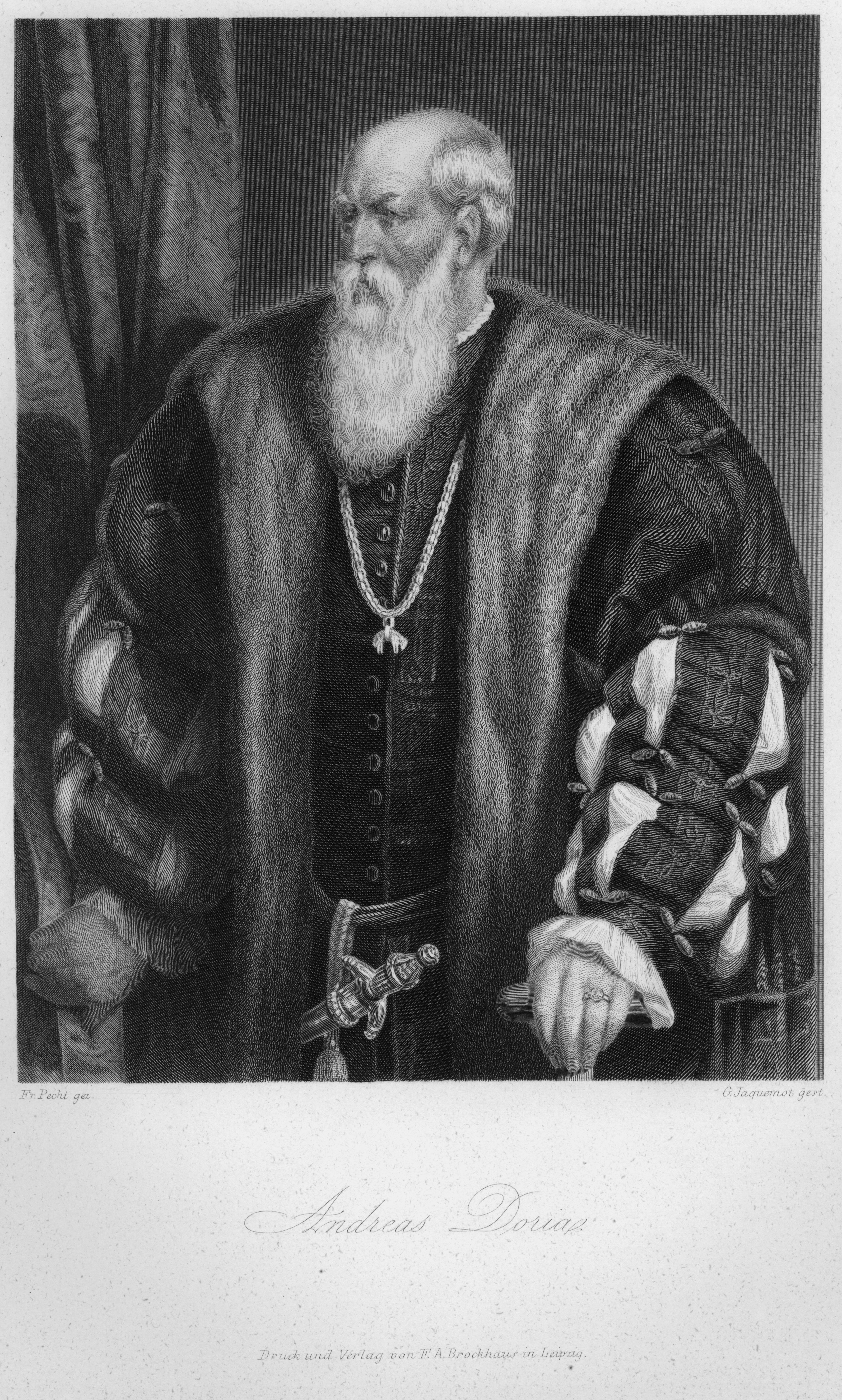
Esempio di siderografia

La parola è composta da due termini della lingua greca: 'sídēros' ferro e 'graphía', derivato di gráphō 'scrivo'.

## Tecnica per produrre la matrice
Per lavorare l'acciaio si usano dei corrosivi chimici. Tra i più comuni:
- acido nitrico
- nitrato d'argento
- cloruro ferrino
- solfato di rame.

Esistono varie miscele più o meno aggressive nei confronti dell'acciaio.
Miscela Elsner:
8 parti di acido nitrico, 1 parte di nitrato d'argento, 30 parti di alcool e 60 parti di acqua. 
Miscela di Tyrell: 
un volume di acido nitrico, 4 volumi di acido acetico e 1 volume di alcool. 
Miscela di Schwarz e Bohme:
una soluzione di 2 parti di iodio, da 5 a 10 parti di ioduro di potassio, 40 parti di acqua.

### Matrice ottenuta mediante incisione con bulino
La miscela viene utilizzata per poter mordere l'acciaio e quindi procedere ad una incisione manuale con il bulino. 

### Matrice con incavo
Per eseguire le matrici si eleva la temperatura sino ad una colorazione rossa. A questo punto vi si applica con una forte pressione il rilievo metallico che si vuole riprodurre in incavo. 

### Matrice con rilievo
Nel procedimento Abel si porta il massello di acciaio al calore bianco, impedendone l'ossidazione mediante privazione dell'ossigeno, a seguire vi si applica il punzone con l'impronta di cui si vuole eseguire la matrice e si procede al colpo di maglio, il punzone penetra nell'acciaio riproducendo negativo l'impronta in rilievo. A questo punto la matrice viene temperata.

### Matrice con incisione elettrolitica
Nel procedimento Rieder le matrici si ottengono mediante incisione elettrolitica.

## Vantaggi
I vantaggi principali che hanno determinato la diffusione di questa tecnica sono:
- l'incisione su acciaio consente di ottenere un tratto più sottile;
- l'immagine è più fotografica;
- consente tirature superiori a quelle del rame, anche di 5 volte.[8]

## Periodo di maggior sviluppo
Ha un proprio sviluppo in tutto il XIX secolo sino ad essere soppiantata dalla litografia. 
Oggi con la siderografia vengono realizzate le stampe di banconote e francobolli.

## Negli altri Stati
In Gran Bretagna e negli Stati Uniti d'America è stata introdotta con il termine siderography.
In Francia è conosciuta come taille dure per distinguerla da taille douce che identifica l'incisione su rame ed il termine usato è sidérographie.
In Germania è conosciuta come stahlstich.